# Dysdera lata
Dysdera lata är en spindelart som beskrevs av Karl Friedrich Wider 1834. Dysdera lata ingår i släktet Dysdera och familjen ringögonspindlar. Inga underarter finns listade i Catalogue of Life.